# Кобялко, Антон Игоревич
Антон Игоревич Кобялко (14 мая 1986, Барнаул, Алтайский край, СССР) — российский футболист, нападающий клуба «Сибирь». Мастер спорта России (2016).

## Биография
Родился в городе Барнауле Алтайского края. Начал заниматься футболом во втором классе школы. Первый тренер — Летунов А. Т. В пятнадцать лет уже играл в барнаульской команде «Полимер» на КФК. После окончания школы подписал контракт с клубом «Динамо» (Барнаул), где выступал в играх за дублирующий состав.

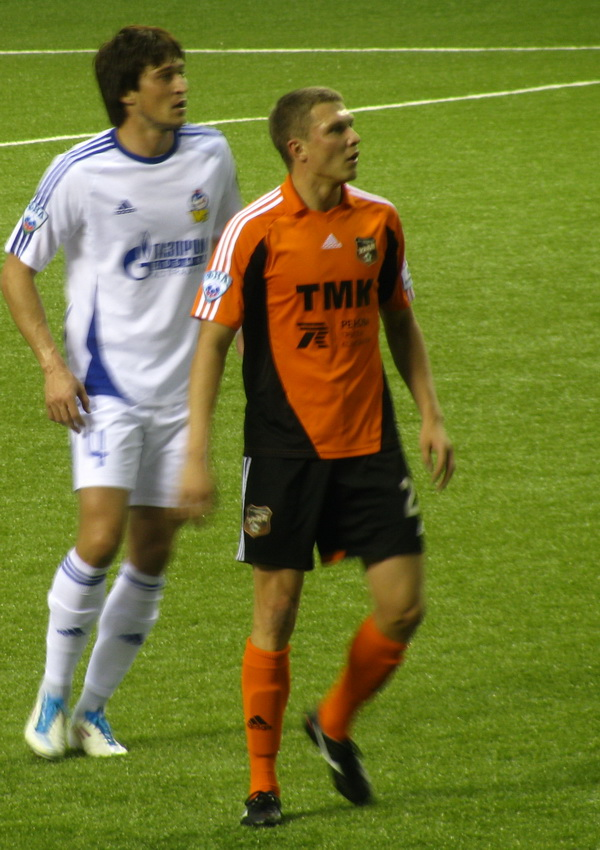
Кобялко в матче против «Волгаря» 12 марта 2013 года

В 2004 году был приглашён на просмотр в новокузнецкий «Металлург-Кузбасс», после которого ему предложили подписать контракт. В сезоне 2004 года играл в первом дивизионе за «металлургов», в основном выходя на замену. В дальнейшем стал основным нападающим клуба. По итогам сезона-2005 «Металлург-Кузбасс» вылетел во второй дивизион, а на следующий год, заняв 2-е место в зоне «Восток», вернулся в первый, попутно выйдя в 1/16 финала Кубка России, где Кобялко принял участие в обоих матчах против московского «Локомотива». В сезоне-2007 забил в первом дивизионе 18 мячей. Всего за период с 2004 по 2007 год провёл в составе новокузнецкого клуба в первенствах России 88 матчей, забил 28 мячей.
После сезона 2007 года у Кобялко заканчивался контракт с «Металлургом». На тот момент его уже давно хотел видеть в составе своей команды главный тренер «КАМАЗа» Юрий Газзаев. В результате, следующий сезон он начал в составе челнинского клуба. В «КАМАЗе» стал одним из ключевых игроков — в первом же сезоне забил 12 мячей.. В 2010 году стал автором лучшего гола года команды в сезоне. 18 апреля 2011 года провёл свой 100-й матч за «КАМАЗ» — в игре против владимирского «Торпедо» забив гол и заработав пенальти. За 4,5 года сыграл 146 матчей, забив 32 гола.
После того, как «КАМАЗ» был исключён из ФНЛ, перешёл в «Урал». В сезоне-2012/2013 провёл за «оранжево-чёрных» 22 матча, в которых забил 6 мячей, а команда по его итогам заняла первое место и вышла в премьер-лигу.
Кобялко же перебрался в оренбургский «Газовик», в составе которого в первом сезоне забил 7 мячей в 22 матчах, во втором — 6 голов в 24 встречах, а в сезоне-2015/16, по итогам которого «Газовик» занял первое место в ФНЛ и вышел в премьер-лигу — 1 гол в 23 матчах.
Перед началом следующего сезона перешёл в клуб ФНЛ «СКА-Хабаровск». В регулярном чемпионате сыграл в 25 матчах, забив 1 гол, отметился также реализованным пенальти в послематчевой серии ответного стыкового матча за выход в премьер-лигу против своего предыдущего клуба — «Оренбурга». Противостояние с «Оренбургом» завершилось в пользу хабаровчан, и команда впервые в своей истории вышла в элитный дивизион российского футбола.
В сезоне-2017/18 сыграл за «СКА-Хабаровск» 3 матча в РФПЛ, выходя на замену в гостевых играх против тульского «Арсенала», столичных ЦСКА и «Локомотива», а затем, 17 августа 2017 года, перешёл в калининградскую «Балтику», выступающую в Первенстве ФНЛ. Летом 2018 года перебрался в клуб «Арарат-Армения». С июля 2020 года — в «Пюнике». Покинул клуб в мае 2021 года. Перед началом сезона 2021/22 перешёл в барнаульское «Динамо», в 6 матчах первенства и кубка забил 6 мячей, после чего перебрался в «Тюмень». В январе 2024 года перешёл в «Новосибирск». В июле 2025 года был назначен вице-капитаном команды.
Неоднократно принимал участие в традиционном осеннем молодёжном турнире «Надежда», проходившем в 2000-х годах и в котором играли сборные всех зон 2-го дивизиона и сборная команда 1-го дивизиона с игроками до 23 лет в составе.
В июле—августе 2019 года сыграл в 7 матчах квалификации Лиги чемпионов и Лиги Европы, забив в них 4 мяча.

## Достижения
Армения:
- Чемпион Армении: 2018/19, 2019/20
- Финалист Кубка Армении: 2019/20[англ.]
- Лучший бомбардир Кубка Армении: 2018/19[англ.] (6 мячей)

Россия:
- Победитель первенства ФНЛ (выход в премьер-лигу) (2): 2012/13, 2015/16
- Победитель стыковых матчей (выход в премьер-лигу): 2016/17
- Полуфиналист Кубка России (мастер спорта[3][21]): 2014/15
- Обладатель Кубка ФНЛ (2): 2013, 2016
- Победитель Второй лиги (группа 4): 2022/23
- Серебряный призёр второго дивизиона (зона «Восток»), выход в первый дивизион: 2006
- Лучший бомбардир и нападающий Кубка ПФЛ «Надежда»: 2006
- Победитель первенства России среди юношеских команд клубов Второго дивизиона: 2003[5]

## Личная жизнь
Есть сын Артём (2010 г.р.) от первого брака (жена Яна).